# Cock Robin (album)
 Cock Robin  è il primo album discografico del gruppo omonimo statunitense, pubblicato nel 1985.
L'album raggiunse la 61ª posizione della classifica Billboard.
Tutte le canzoni sono state sono scritte e musicate da Peter Kingsbery.

## Tracce
1. Thought You Were on My Side – 4:17
2. When Your Heart Is Weak – 4:39
3. Just When You're Having Fun – 3:42
4. The Promise You Made – 3:54
5. Because It Keeps on Working – 4:40
6. Born With Teeth – 4:13
7. Once We Might Have Known – 5:10
8. More Than Willing – 4:29
9. A Little Innocence – 5:37

## Formazione
- Peter Kingsbery - voce, tastiere, basso
- Anna LaCazio - voce, tastiere
- Louis Molino III - batteria, percussioni, cori
- Clive Wright - chitarra

## Altri musicisti
- Paulinho Da Costa: percussioni
- Pat Mastelotto: percussioni
- Arno Lucas: percussioni
- Steve Hillage: chitarra di accompagnamento in When Your Heart Is Weak